# Фронройте
Фронройте (нім. Fronreute) — громада в Німеччині, знаходиться в землі Баден-Вюртемберг. Підпорядковується адміністративному округу Тюбінген. Входить до складу району Равенсбург.
Площа — 48,08 км2. Населення становить 4918 ос. (станом на 31 грудня 2020).

## Географія

### Територія
Маючи площу близько 4608 га, на якій розташовано 41 житловий район, муніципалітет Фронройт є одним з найбільших муніципалітетів Баден-Вюртемберга. Село Фронхофен має площу 2781 га, а село Блітценройт - 1827 га. Сусідніми громадами є Альтхаузен, Вольпертсвенде, Байндт, Байєнфурт, Берг, Горгенцель, Вільгельмсдорф, Фляйшванген та Ебенвайлер (усі в окрузі Равенсбург) за годинниковою стрілкою з півночі.

### Муніципальний устрій
Муніципалітет налічує 4496 мешканців, 1814 з яких проживають у районі Блітценройт з селами Байєнбах, Хазенрід, Штауденгоф, Бухзее, Хеге, Оберспрінген та Унтерспрінген. Село Штайг з селами Ейб, Мессхаузен, Преуссенхаусле та Оберес Рід налічує 1224 мешканців. Район Фронгофен з селами Бальмбюль, Беттенройт, Егг, Айнод, Ерґетсвайлер, Фронройтгоф, Фельдмоос, Фуртхаус, Ґерацройт, Ґрюнлінґен, Ґунацройт, Хюбшенберґ, Корб, Мальмішаус, Мелленбронн, Обельгофен, Оберайхен, Рід, Рупрехтсбрук, Шлупфен, Шрекензее, Штайнішаус, Вайергауз, Венґен, Велатсрід, Візенгофен, Візенгофен, Візентанн - налічує 1458 мешканців.

## Галерея

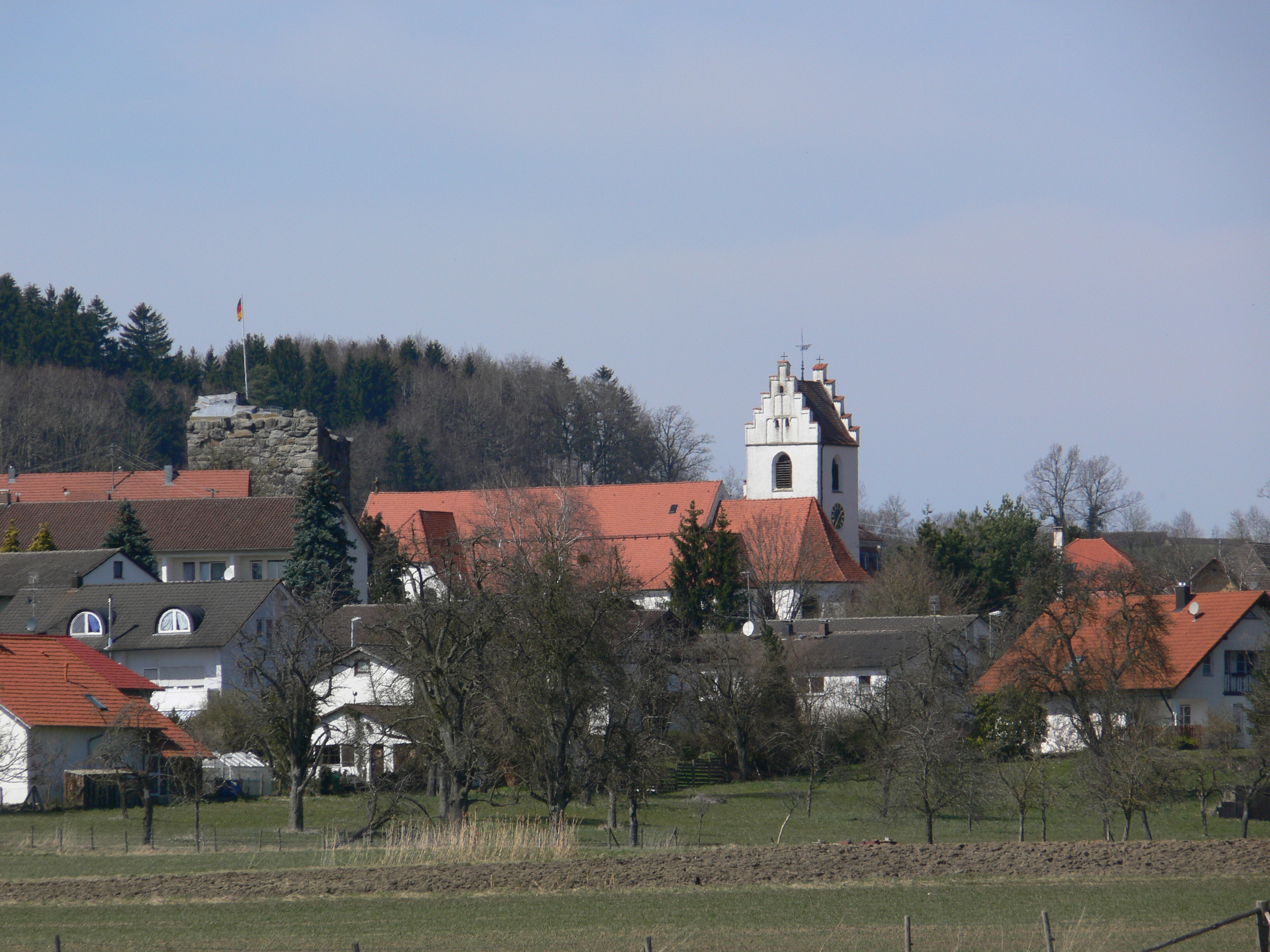
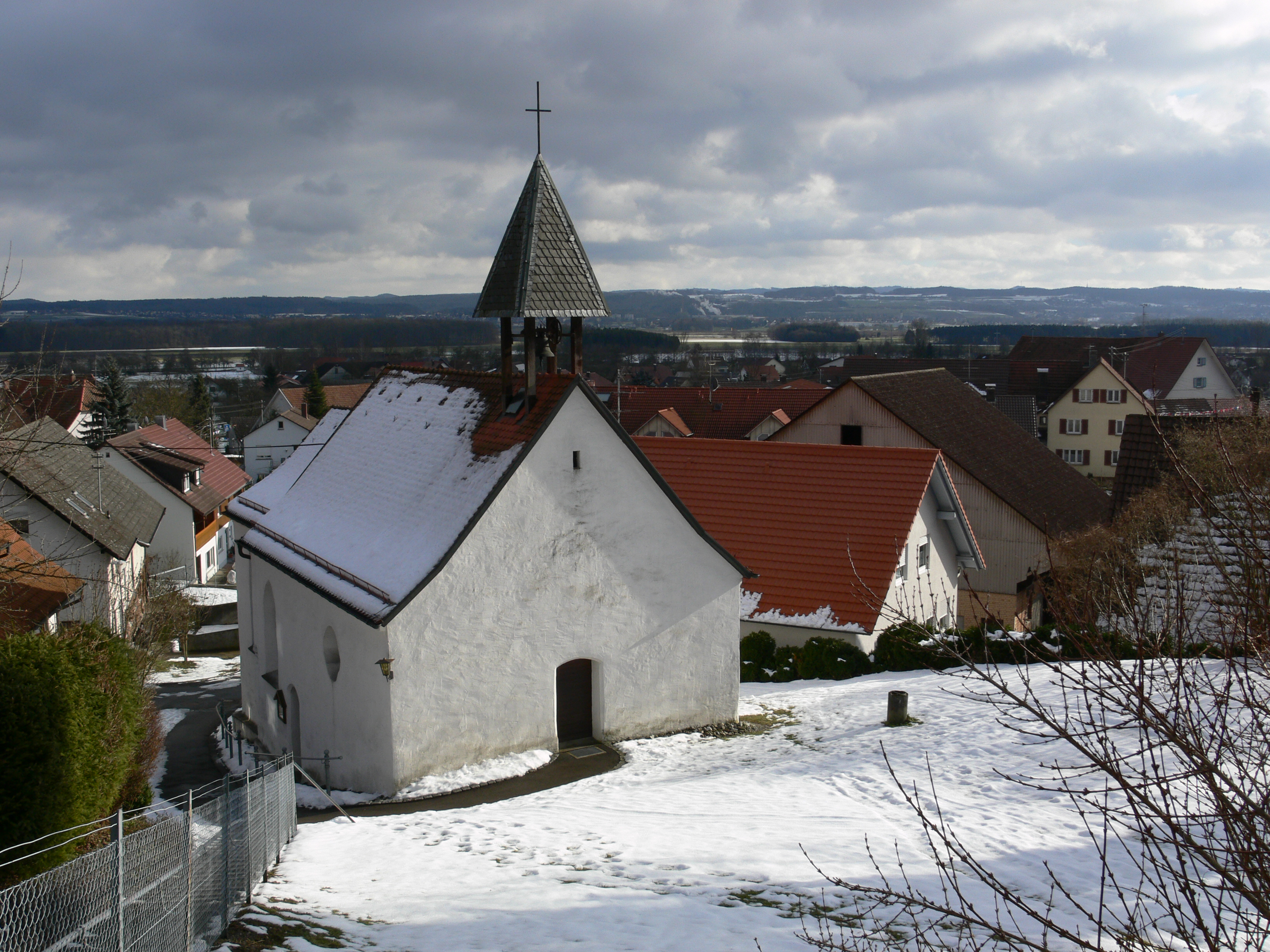
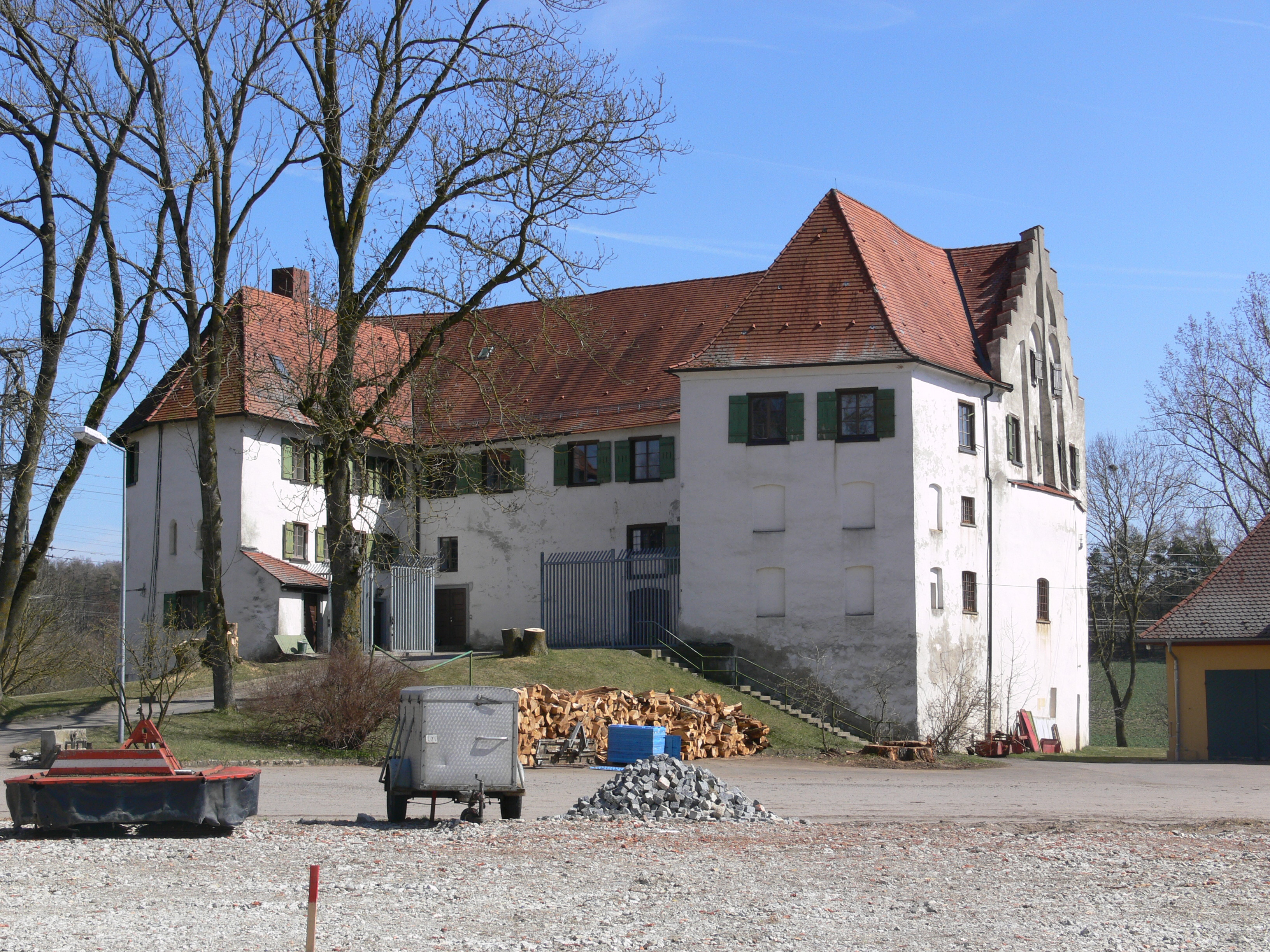
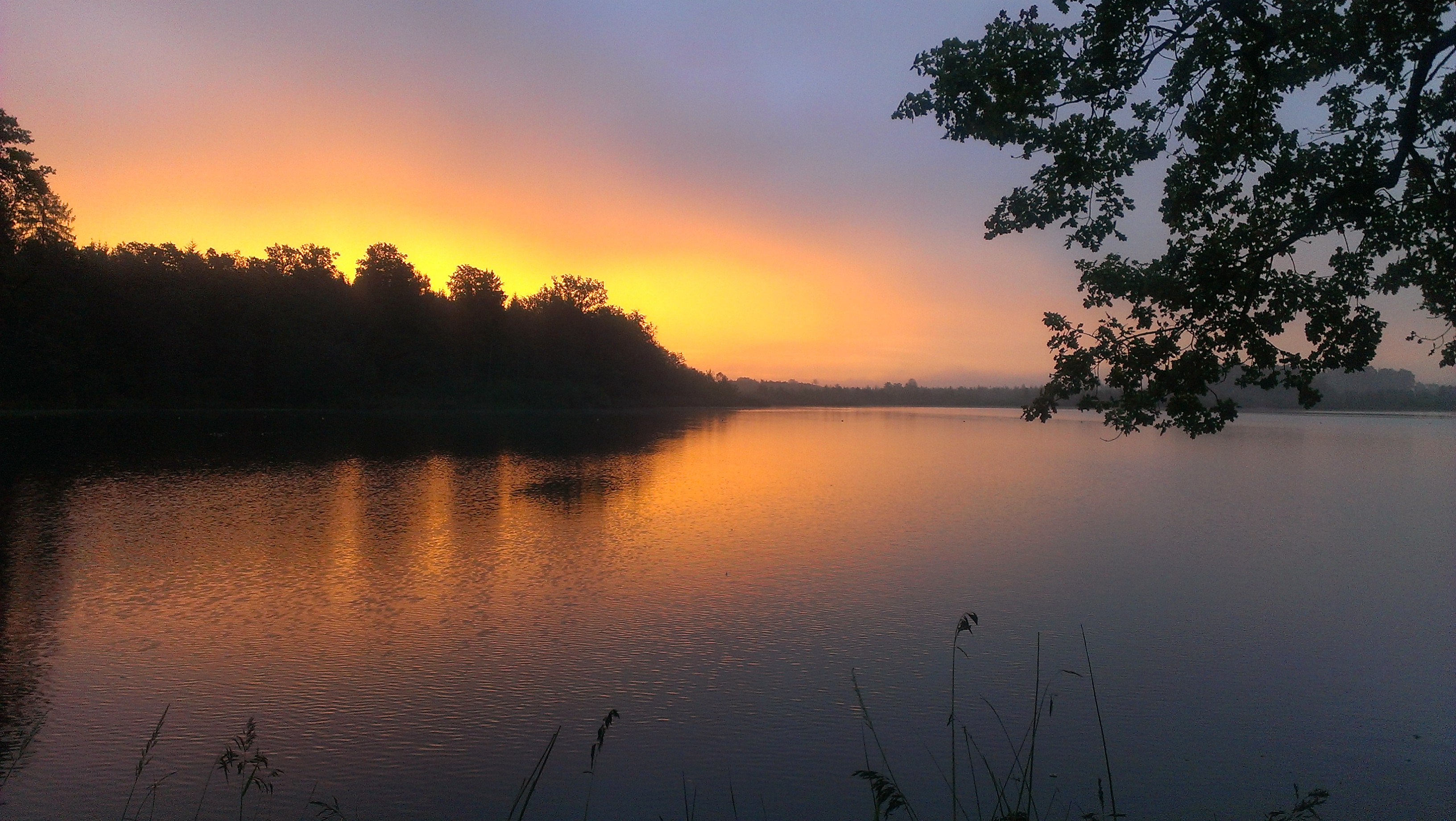